# Eupithecia descimoni
Eupithecia descimoni es una especie de insectos lepidópteros, más concretamente de polillas, perteneciente a la familia de geométridos. La especie fue descrita por Claude Herbulot, habiendo sido descrita en 1987. Se distribuye en Ecuador, donde dos holotipos fueron descritos, uno a unos 52 kilómetros (32,3 mi) de la carretera Pifo Baeza y otro fue recolectado a unos 52 kilómetros (32,3 mi) de la carretera vieja de Quito a Santo Domingo, ambos a una altitud de 2600 metros (8530,2 pies) sobre el nivel del mar. Cuenta con dos subespecies: Eupithecia descimoni descimoni y Eupithecia descimoni ecuador.